# Scully-Röhrennasenfledermaus
Die Scully-Röhrennasenfledermaus (Murina tubinaris) ist ein in der politisch umstrittenen Region Kaschmir verbreitetes Fledertier in der Unterfamilie der Röhrennasenfledermäuse. Im Jahr 2011 wurde sie zusätzlich in Vietnam registriert. Die Population galt bis in die 1980er Jahre als Unterart der Weißbauch-Röhrennasenfledermaus (Murina huttoni). Vermutungen, dass die Art mit der Braunen Röhrennasenfledermaus (Murina suilla) identisch ist, haben sich nicht bestätigt.

## Merkmale
Wie bei allen Mitgliedern der Unterfamilie sind die rohrförmigen Nasenöffnungen auffällig. Das zur Erstbeschreibung verwendete Exemplar war ohne Schwanz fast 46 mm lang, die Schwanzlänge betrug 35,5 mm, die Ohren waren 14 mm lang und die Länge der Hinterfüße betrug 9,5 mm. Andere Individuen haben 31 bis 35,5 mm lange Unterarme und Gewichtsangaben fehlen. Oberseits sind die Haare an der Wurzel braun, in der Mitte hellgrau und an den Spitzen dunkelbraun, was ein helles graubraunes Fell erzeugt. Auf der weißlichen Unterseite ist die braune Basis der Haare versteckt. Mit Ausnahme der nackten Nase trägt das Gesicht wenige Haare. Auch auf den Flügeln, der Schwanzflughaut und den Beinen kommen wenige Haare vor. Typisch für die Ohren ist ein langer und schmaler Tragus. Weitere Abweichungen zu anderen Gattungsvertretern bestehen in kleinen Differenzen des Schädelbaus und Gebisses.

## Verbreitung und Lebensweise
Das ursprünglich bekannte Verbreitungsgebiet liegt ein den Territorien Gilgit-Baltistan und Asad Kaschmir in Pakistan sowie im Bundesstaat Jammu and Kashmir in Indien. Die Scully-Röhrennasenfledermaus lebt dort zwischen 1200 und 2650 Meter Höhe. Als Habitat dienen unterschiedliche Wälder. Details zum Fund aus Vietnam befinden sich in der Studie von 2011.
Soweit bekannt ruhen die Individuen in Baumhöhlen, die ein bis zwei Meter über dem Grund liegen. In den Verstecken wurden einzelne Exemplare registriert. Zum Jagdverhalten gibt es keine Angaben. Bei Weibchen kommen ein oder zwei Nachkommen pro Wurf vor. Diese traten in Kaschmir im Juli auf.

## Gefährdung
Informationen zu möglichen Gefahren und zur Bestandsgröße fehlen. Die IUCN listet die Art mit unzureichende Datenlage (data deficient).